# 葛婴
葛婴（前3世纪—前209年），符离（今安徽省宿州市东北）人，秦末农民战争领袖陈胜的部将。
秦二世元年（前209年），葛婴参加陈胜、吴广的大澤之變，被任为将军。陈胜在占据陈县（今河南省淮阳县）之前，令葛婴率兵向蕲（今安徽省宿州市）进军，攻下铚（今安徽省濉溪县）、酂（今河南省永城县）、苦（今河南省鹿邑县）、柘（今河南省柘城县）、谯（今安徽省亳州市）等地。境内豪杰纷纷响应，队伍扩展到数万人。进至东城（今安徽省定远县东南），八月，立襄彊为楚王，這位襄彊有可能是楚國的舊公族。九月，陈胜攻占陈县，称楚王，建“张楚”政权。葛婴听说陈胜已称楚王，杀了襄彊，以示對陳勝的效忠。葛婴再次回到陳縣，投奔陈胜，但最後还是遭陈胜所杀。